# Offerle
Offerle is een plaats (city) in de Amerikaanse staat Kansas, en valt bestuurlijk gezien onder Edwards County.

## Demografie
Bij de volkstelling in 2000 werd het aantal inwoners vastgesteld op 220.
In 2006 is het aantal inwoners door het United States Census Bureau geschat op 204, een daling van 16 (-7,3%).

## Geografie
Volgens het United States Census Bureau beslaat de plaats een oppervlakte van
0,7 km², geheel bestaande uit land. Offerle ligt op ongeveer 692 m boven zeeniveau.

## Plaatsen in de nabije omgeving
De onderstaande figuur toont nabijgelegen plaatsen in een straal van 36 km rond Offerle.